# Philodendron muricatum
Philodendron muricatum är en kallaväxtart som beskrevs av Heinrich Wilhelm Schott. Philodendron muricatum ingår i släktet Philodendron och familjen kallaväxter. Inga underarter finns listade.